# 卡曼人
Kămeiñ人（ကမိန်）或Kămañ人（ကမန်；中文名尚无官方翻译，暂作克敏人或克曼人），是緬甸若開邦一個穆斯林民族，他們的名稱來自波斯語，即是弓。
克敏人也是緬甸政府承認的若開邦七個民族之一，被認為是若開邦土著和持有緬甸公民身分證(其他的穆斯林則未被1982年緬甸公民法承認並被剝奪了緬甸公民身份)。
在宗教上，卡曼人比羅興亞人保守。大多數（但不是全部）卡曼婦女不戴頭巾，因為其中許多人從事農業工作。

## 歷史
1660年，一個莫臥兒帝國王子沙舒賈在與奧朗則布爭位失敗後逃到若開王國（今若開邦），王子與他的家人和追隨者，搬遷到謬杭（今妙烏），若開國王後來提供一艘船給他去麥加朝覲，他的逃亡形成一股穆斯林移民若開的浪潮。
若開國王僧陀都曇摩，起初熱情地接待了王子，但關係很快惡化。沙舒賈和他200個追隨者和當地穆斯林一起，決定推翻僧陀都曇摩。在1661年2月，沙舒賈一行的一些成員被若開王國士兵殺害，他的女兒被帶到了若開王的後宮，也被殺害。沙舒賈的倖存士兵被編入若開王夏宮的特殊衛隊，被稱為卡曼的弓箭手。
這些克敏人和來自北印度的阿富汗僱傭軍，成為若開王國有政治影響力的單位。直到1710年，國王僧陀維扎亞一世壓抑他們的力量，把他們流放到蘭里島，他們的後裔現在仍生活在當地和實兑附近的村落，一些人生活在曼德勒。
在1931年，若開邦只有2686個克敏人，而現在則有50,000人。
在2013年緬甸反穆斯林暴動，他們與羅興亞人一樣被若開族佛教徒攻擊，造成7人死亡，不得不逃離若開邦。